# Vitālijs Maksimenko
Vitālijs Maksimenko (8 de desembre de 1990) és un futbolista letó.
Comença la seua carrera professional al FK Daugava Rīga el 2008. Ha jugat als clubs Skonto FC, Kilmarnock, FK Liepāja, Mattersburg, Bruk-Bet Termalica Nieciecza i Olimpija Ljubljana.
Va debutar amb la selecció de Letònia el 2013. Va disputar 52 partits amb la selecció de Letònia.

## Estadístiques
| Selecció de Letònia | Selecció de Letònia | Selecció de Letònia |
| Anys                | Partits             | Gols                |
| ------------------- | ------------------- | ------------------- |
| 2013                | 9                   | 0                   |
| 2014                | 3                   | 0                   |
| 2015                | 7                   | 1                   |
| 2016                | 8                   | 0                   |
| 2017                | 7                   | 0                   |
| 2018                | 7                   | 0                   |
| 2019                | 9                   | 0                   |
| 2020                | 0                   | 0                   |
| 2021                | 2                   | 0                   |
| Total               | 52                  | 1                   |